# 北湖 (余杭区)
北湖，古称天荒荡，又名北湖草荡、北湖滞洪区，位于中国浙江省杭州市余杭区瓶窑镇境内，为中苕溪、南苕溪、北苕溪汇流为东苕溪之地，唐代宝历年间由当时的余杭县令归珧开辟。传说归珧鉴于南北中三苕溪水势湍急，坚持在此地开湖，最终湖成而身死。1950年代时，北湖尚存湖面8000多亩，为天然滞洪区。1971年，北湖修建了分洪闸、泄洪闸和围堤10多千米，北湖成为了人工控制的东苕溪分洪工程。1990年代以来，北湖经过了多次重建加固，现在北湖滞洪区面积5.3平方千米，滞蓄水位达9米，滞洪容量达到1670万平方千米。:133北湖滞洪区与南湖滞洪区、西险大塘一道构成了杭州市境内东苕溪防洪工程主体，在平日里抛荒无法进行开放，在洪水季节如有需要则要开闸分洪。同时，北湖在每年秋季芦花茂盛，届时吸引不少游人。